# Small Satellite Launch Vehicle

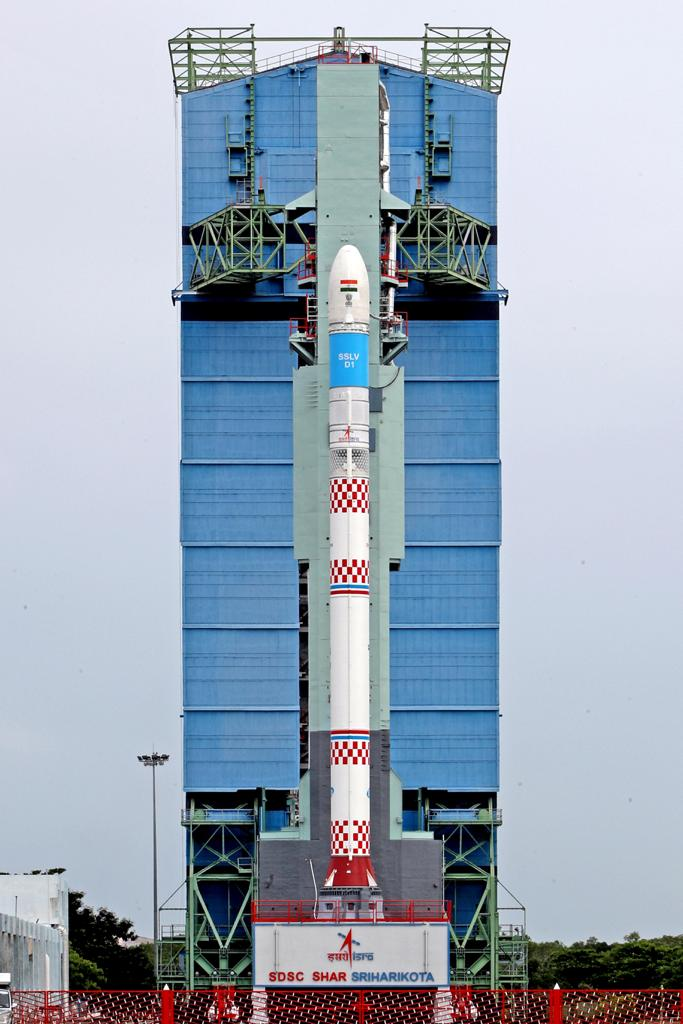
Das erste SSLV auf der Startrampe (August 2022)

Das Small Satellite Launch Vehicle (SSLV, auch „Mini-PSLV“ genannt) ist eine vierstufige indische Trägerrakete. Es ist für Nutzlasten bis 700 kg vorgesehen und startete erstmals am 7. August 2022. Als Startplatz dient das Satish Dhawan Space Centre an der indischen Ostküste.

## Zweck und Ziele
Das SSLV soll preisgünstige und häufige Starts von Kleinsatelliten ermöglichen. Im Vergleich zum größeren Polar Satellite Launch Vehicle (PSLV) rechnet die indische Raumfahrtbehörde (ISRO) mit nur einem Zehntel der Herstellkosten. Die Vorbereitung eines SSLV-Starts soll von sechs Personen innerhalb von drei Tagen erledigbar sein. Für den Start selbst werden nur drei bis vier Personen mit gewöhnlichen PC-Arbeitsplätzen benötigt; das traditionelle Missionskontrollzentrum entfällt. Die Kosten eines SSLV-Starts werden mit relativ günstigen 300 Mio. Rupien (3,7 Mio. Euro) veranschlagt.
Nach Entwicklung und Bau einiger Prototypen durch die ISRO soll die Serienfertigung des SSLV privatwirtschaftlich erfolgen. Den Technologietransfer von der ISRO an die privaten Hersteller übernimmt das im März 2019 gegründete Unternehmen Newspace India Limited (NSIL). Vermarktet wird das SSLV – wie die übrigen indischen Raketen – von der staatlichen Antrix Corporation. Das Unternehmen erwartet mittelfristig 50–60 SSLV-Starts pro Jahr.

## Aufbau und technische Daten
Das SSLV besteht aus drei mit Festbrennstofftriebwerken angetriebenen Stufen und einer vierten, mit Flüssigbrennstoff betriebenen Stufe. Die ersten drei Stufen verfügen über je ein Triebwerk, die vierte über zwölf Triebwerke in vier Gruppen. Letztere dienen ab dem Zünden der zweiten Stufe zur Lagekontrolle. Nach Abtrennen der dritten Stufe ermöglichen sie feine Bahnkorrekturen. Als Festtreibstoff kommt Hydroxyl-terminiertes Polybutadien (HTPB) zum Einsatz, als Flüssigtreibstoff Methylhydrazin mit gemischten Stickstoffoxiden (MMH–MON).
Die Rakete ist 34 Meter hoch und hat einen Durchmesser von 2 Metern. Ihre Startmasse beträgt etwa 110–120 Tonnen. Die maximale Nutzlast wird mit 700 kg für niedrige Erdumlaufbahnen und mit 300 kg für sonnensynchrone Umlaufbahnen angegeben.
|                                          | 1. Stufe                                                                  | 2. Stufe                                                                  | 3. Stufe                                                                  | 4. Stufe                                                                  | Nutzlastsektion                                                           | Belege              |
| ---------------------------------------- | ------------------------------------------------------------------------- | ------------------------------------------------------------------------- | ------------------------------------------------------------------------- | ------------------------------------------------------------------------- | ------------------------------------------------------------------------- | ------------------- |
| Höhe                                     | 34 m                                                                      | 34 m                                                                      | 34 m                                                                      | 34 m                                                                      | 34 m                                                                      | [ 10 ] [ 9 ]        |
| Höhe ohne Düsen                          | 21 m                                                                      | 2 m                                                                       | 1,6 m                                                                     | < 1 m                                                                     | 4 m                                                                       | [ 9 ]               |
| Durchmesser                              | 2 m                                                                       | 2 m                                                                       | 1,7 m                                                                     | ≤ 2 m                                                                     | 2 m                                                                       | [ 9 ]               |
| Triebwerke                               | 1                                                                         | 1                                                                         | 1                                                                         | 12                                                                        | –                                                                         | [ 9 ]               |
| Treibstoff                               | HTPB                                                                      | HTPB                                                                      | HTPB                                                                      | MMH–MON                                                                   | –                                                                         | [ 9 ]               |
| Maximaler Schub                          | 2600 kN                                                                   | 250 kN                                                                    | 160 kN                                                                    | 50 kN je Triebwerk                                                        | –                                                                         | [ 9 ]               |
| Maximale Nutzlast (Masse ⇒ Orbit / Höhe) | 700 kg ⇒ LEO / 200 km ? 1 500 kg ⇒ LEO / 500 km 300 kg ⇒ SSO / 500 km ? 2 | 700 kg ⇒ LEO / 200 km ? 1 500 kg ⇒ LEO / 500 km 300 kg ⇒ SSO / 500 km ? 2 | 700 kg ⇒ LEO / 200 km ? 1 500 kg ⇒ LEO / 500 km 300 kg ⇒ SSO / 500 km ? 2 | 700 kg ⇒ LEO / 200 km ? 1 500 kg ⇒ LEO / 500 km 300 kg ⇒ SSO / 500 km ? 2 | 700 kg ⇒ LEO / 200 km ? 1 500 kg ⇒ LEO / 500 km 300 kg ⇒ SSO / 500 km ? 2 | [ 3 ] [ 4 ] [ 11 ]  |
| Startmasse                               | ca. 110–120 t                                                             | ca. 110–120 t                                                             | ca. 110–120 t                                                             | ca. 110–120 t                                                             | ca. 110–120 t                                                             | [ 12 ] [ 9 ] [ 11 ] |

## Startliste
Stand: 31. März 2025
| Nr. | Datum (UTC)         | Startplatz | Nutzlast                       | Art der Nutzlast                                                       | Masse 3           | Orbit 4 | Anmerkungen  |
| --- | ------------------- | ---------- | ------------------------------ | ---------------------------------------------------------------------- | ----------------- | ------- | ------------ |
| D1  | 7. Aug. 2022 03:48  | SHAR FLP   | EOS-02 (Microsat-2A) Asaadisat | Erdbeobachtungssatellit Hochschulprojekt                               | 142 kg 8 kg       | LEO     | Fehlschlag 5 |
| D2  | 10. Feb. 2023 03:48 | SHAR FLP   | EOS-07 Janus 1 Asaadisat-2     | Erdbeobachtungssatellit Technologieerprobungssatellit Hochschulprojekt | 156 kg 10 kg 9 kg | LEO     | Erfolg       |
| D3  | 16. Aug. 2024 03:47 | SHAR FLP   | EOS-08 SR-0                    | Erdbeobachtungssatellit Technologieerprobungssatellit                  | 175 kg 1,3 kg     | LEO     | Erfolg       |